# Boston University East (Metro de Boston)
Boston University East  es una estación en el Ramal B de la línea Verde del Metro de Boston. La estación se encuentra localizada en Commonwealth Avenue cerca de Granby Street en Boston, Massachusetts. La Autoridad de Transporte de la Bahía de Massachusetts es la encargada por el mantenimiento y administración de la estación.

## Descripción
La estación Boston University East cuenta con 2 plataformas laterales y 2 vías. 

## Conexiones
La estación es abastecida por las siguientes conexiones: 
- Rutas de autobuses: Ninguna